# Nukuhivella agraecioides
Nukuhivella agraecioides är en insektsart som beskrevs av Morgan Hebard 1935. Nukuhivella agraecioides ingår i släktet Nukuhivella och familjen vårtbitare. Inga underarter finns listade i Catalogue of Life.